# Завицкий, Ян
Ян Завицкий (польск. Jan Zawicki) — польский поэт и драматург эпохи Сигизмунда III.
Его трагедия «Jephtes» (опубл. 1587 в Кракове) представляет собой переложение на польский язык одноимённой латинской трагедии английского драматурга Джорджа Бьюкенена и является одним из главных образцов ренессансной польской драматургии.